# 島津貴品
島津 貴品（しまづ たかしな）は、江戸時代後期の薩摩藩士。大隅郡垂水領主。藩主一門垂水島津家11代当主。

## 経歴
宝暦7年（1758年）12月14日、日置島津久暢の長男として生まれる。母は垂水島津家9代貴儔の娘。安永3年（1774年）1月、藩主島津重豪の命で貴澄の養子となり、久典（初名）を貴品に改名する。
享和3年（1803年）12月、貴澄が隠居して家督を相続する。文化5年（1808年）1月、使者を遣わして貴澄の遺髪を高野山に納めた。
文化7年（1810年）6月に、幕府天文方伊能忠敬が領内に測量に訪れたので、家臣に測量の支援をさせて協力した。
文化9年（1812年）に刊行された貴澄の漢詩集『廃簏詩稿（はいろくしこう）』の付録に貴品や貴明（貴柄）の挽詩集が収録されている。
文化13年（1816年）5月7日、死去。享年60。

## 参考サイト
- 西尾市岩瀬文庫／古典籍書誌データベース